# Aziz Nesin
Aziz Nesin (20. decembar 1915. – 6. jul 1995) bio je turski pisac, satiričar i autor više od 100 knjiga. Rođen je u vreme kada Turci nisu imali službena prezimena, morao je da ga usvoji nakon donošenja Zakona o prezimenu, 1934. godine. Iako je njegova porodica nosila prezime Topalosmanoglu (tur. Topalosmanoğlu), po pretku koji se zvao Topal Osman, on je odabrao prezime Nesin. Na turskom, "nesin?" znači, „šta si ti?".

## Biografija
Aziz Nesin rođen je na ostrvu Hajbeliada, ostrvo blizu Istanbula u Mramornom moru, koje pripada grupi Prinčevskih ostrva. Otac mu je bio imam, dok mu je majka bila domaćica. Nesin je završio vojnu školu i vojnu akademiju. Tokom svoje karijere u oružanim snagama, Aziz Nesin je služio u raznim gradovima u Anadoliji. Godine 1944. osuđen je na desetomesečnu kaznu, jer je dao redovu dozvolu za odlazak, a nakon ovog događaja dao je ostavku u vojsci. Vratio se u Istanbul i počeo da vodi prodavnicu, ali je takođe započeo pisanje i uređivanje za novine Karagoz (tur. Karagöz) i Jedigun (tur.Yedigün). Prateći ovo iskustvo, Aziz Nesin je otkrio radost pisanja, počeo je da objavljuje članke u raznim časopisima i novinama. Godine 1946. počeo je da objavljuje humoristički časopis pod nazivom Markopaša (tur. Markopaşa). Često je morao da menja naziv publikacije, kako bi se publikacija izdavala u kontinuitetu i kako bi sprečio mnoštvo parnica koje mu je ovaj časopis donosio. Nesin je počeo da piše i knjige, od kojih je svaka prouzrokovala to da Nesin bude pod istragom, uhapšen ili poslat u izgnanstvo.
Aziz Nesin je tvorac satirične turske književnosti. I danas mnogi ljudi smatraju njegov rad vodećim u svetu književnosti. Svaka njegova knjiga i priča pokazuje duboku ljubav koju oseća prema čovečanstvu, oslanjajući se na crni humor komentarisao je situacije u zemlji.
Aziz Nesin se naporno trudio da doprinese modernizaciji i demokratizaciji društva, naročito tokom poslednjih godina svog života.
Aziz Nesin je 1972. godine osnovao fondaciju Nesin Vakfı, koja je brinula o obrazovanju bezbroj dece siročad. Nesin je u svakoj prilici s ponosom izjavljivao kako zbog fondacije ima bezbroj dece, pored svoje četvoro.
Tokom potpisivanja jedne od knjiga, 5. jula 1995. godine u Izmiru, Nesin je umro usled srčane insuficijencije. U skladu sa njegovom željom, sahranjen je na neodređenoj lokaciji na imanju fondacije. Aziz Nesin je u svom testamentu napisao: „Ne želim da me deca posećuju na grobu i da bivaju uznemireni, osim toga, nemam nameru da ležim ispod ogromnog nadgrobnog spomenika i da ih plašim.“ Nesin je najveći satiričar turske književnosti, koji je stekao bezbroj domaćih i međunarodnih nagrada.

## Pseudonim
Pravo ime Aziza Nesina je Mehmet Nusret (na arapskom Nusret znači Božja pomoć). Najviše je koristio pseudonim Aziz Nesin, po kom je i poznat, a pod kojim je i počeo da izdaje. Aziz je bio nadimak njegovog oca. Pisao je pod više od pedeset pseudionima, od kojih je jedan bio Vedia Nesin, ime njegove prve žene. Pod ovim pseudonimom je pisao ljubavne pesme koje je objavljivao u novinama Yedigün.

## Literatura
- Nesin, Aziz. Istanbul Boy – The autobiography of Aziz Nesin, translated by Joseph S. Jacobson
- Allword, Edward (1998). The Tatars of Crimea: Return to the Homeland : Studies and Documents. North Carolina: Duke University Press. ISBN 0-8223-1994-2..

## Spoljašnje veze
- „About Aziz Nesin”. Архивирано из оригинала 2009-10-26. г. Приступљено 2010-12-07. &„The Nesin Foundation”. Архивирано из оригинала 2009-10-26. г. Приступљено 2015-11-24. (језик: енглески)
- Aziz Nesin na sajtu  (jezik: engleski)